# Saxonellidae
Saxonellidae é uma família de mamíferos placentários, aparentados aos primatas, anteriormente classificados dentro da família Plesiadapidae.

## Lista de espécies deSaxonellidae
- Família Saxonellidae
  - Gênero Saxonella D. E. Russell, 1964
    - Saxonella crepaturae D. E. Russell, 1964
    - Saxonella naylori (Fox, 1991)